# Ebawadé
Ebawadé, né Condjovi Sevi Ebawadé à Djondji, est un percussionniste, compositeur et interprète béninois.

## Biographie
Originaire de Djondji, situé à quelques kilomètres de Ouidah, Condjovi Sevi Ebawadé provient d'une famille de chanteurs, avec un père exerçant le rôle de griot (Hanlo). Après avoir suivi des études à l'Institut National Supérieur des Arts et de la Culture (INSAC), il a intégré l'Orchestre Poly-Rythmo de Cotonou, puis le groupe Kiyi M’Bock d'Abidjan dirigé par Werewere-Liking. Au sein de ce dernier, il a participé à des concerts et festivals à l'échelle internationale. En tant qu'auteur-compositeur, chanteur, percussionniste et guitariste, il a enregistré avec Ray Lema au sein du Kiyi Mbock avant de se lancer en solo. Avec son album solo, intitulé Azele, il trouve son inspiration dans le rythme sacré vodou "azandro-zelehoun" de Grand-Popo et dans l'"agbadja" de la côte atlantique du sud Bénin.

## Sur le plan local
Invité à plusieurs festivals au Bénin, le percussionniste béninois Ebawadé a marqué sa présence sur la scène du festival Zolawadji, mettant en avant le rythme "Agbadja",. Il s'est également produit aux côtés d'autres artistes lors du concert rendant hommage à l'artiste Gnonnas Pédro.

## Distinctions
En 1997, il est honoré du prix du meilleur vidéoclip masculin lors des Bénin Golden Awards à Cotonou.
Un an plus tard précisément 5 septembre 1998, aux Kora Awards en Afrique du Sud, il est récompensé du Prix du meilleur artiste traditionnel,.
Par le décret numéro 2001-113 du 4 avril 2001, qui concerne l'inscription au Tableau de Concours des candidats civils à l'admission ou à la promotion dans les Ordres Nationaux du Bénin, Ebawadé a été honoré par le ministère de la culture[réf. à confirmer].